# Jan Veselý (klavírista)
Jan Veselý (* 9. června 1997 Kadaň) je český multižánrový klavírista a skladatel. Je oficiálním ambasadorem Petrof, největším výrobcem pianin ve střední Evropě. Spolupracoval s řadou známých umělců jako jsou například zpěvačka Celeste Buckingham a violoncellistka Terezie Kovalová.

## Počátky a studium
Žil v Chomutově, kde studoval místní gymnázium a od sedmi let navštěvoval hudební školu T. G. Masaryka v Chomutově pod vedením M. Hanouskové. Od roku 2012 studoval hru na klavír pod vedením R. Fričové v Ústí nad Labem a poté 2 roky pod vedením R. Friče na konzervatoři v Teplicích.

## Spolupráce
Od roku 2013 spolupracoval s interprety jako jsou rapperka SharkaSs, Christina Delaney, Gabriela Gašpárová a Anna Slováčková. Spolupracoval mimo jiné se zpěvačkou Celeste Buckingham, s níž na konci roku 2014 natočil videoklip k filmu Láska Na Vlásku v české verzi.
Ze zahraničních umělců spolupracoval například se slavnou izraelskou klavíristkou Yuval Salomon či s italským klavíristou Edoardo Brugnoli. 
Mezi současnými projekty v roce 2023 lze uvést například natočení acoustic live session s kapelou The Silver Spoons a s violoncellistkou Terezií Kovalovou pro kampaň neziskové organizace Nevypusť duši. 
S violoncellistkou Terezií Kovalovou probíhá aktivní spolupráce i na řadě dalších hudebních projektech jako je tvorba společných skladeb a videoklipů a od března 2023 i společná koncertní činnost, která byla zahájena koncertem Spheres of Strings.

## Koncerty
Jeho první veřejné vystoupení se uskutečnilo v roce 2005, kdy mu bylo 8 let. Jeden z prvních recitálů odehrál začátkem roku  2012 ve 14 letech. 
Má za sebou řadu koncertů, mezi které patří například v roce 2014 International Music Festival v Chemnitz, o rok později vystupoval na festivalu Rock For People. Mezi jeho další koncerty patří hraní v O2 Arena při příležitosti International Championship Euro Basket v roce 2017. Dále se jedná o řadu koncertů ve spolupráci s největším výrobcem pianin v Evropě, Petrof, kde kromě Petrof music Hall patří i hraní při zahájení Designbloku pro rok 2019. V roce 2022 zahájil event při shromáždění ministrů EU v Národní muzeum v Praze.
V roce 2022 začal s projektem ‘Výchovné koncerty’, kterých se zúčastnilo první rok přes 1000 studentů.

## Nahrávání a autorská tvorba
Jako skladatel se projevil začátkem roku 2015, kdy vydal svoji první studiovou skladbu In Dreams. Ten samý vydal debutový videoklip Better World. Tento klip byl představen na mezinárodním festivalu Music China 2015 v Šanghaji. 
Své první album MOOD (2020) vytvořil ve spolupráci s mnoha interprety. V albu je například společná skladba s Anna Slováčková “Kdo náš svět v moci má”, skladba s rapperkou a textařkou Sharkass “Prolog” či společná skladba s Terezií Kovalovou “Moonlight”. 
S Terezií v roce 2023 vydal videoklip k jejich cover verzi The Show Must Go On (Queen), na kterou navazují přípravou celého alba. 

## Spolupráce s firmou PETROF
Jana Veselého již od jeho hudebních začátků podporuje značka Petrof, největším výrobcem pianin ve střední Evropě. Partnerská spolupráce zde probíhá na úrovni společného natáčení videoklipů či při koncertech.

Člen Petrof Art Family
Od roku 2014 je členem Petrof Art Family. PETROF Art Family je volné sdružení profesionálních pianistů a významných světových i tuzemských umělců, kteří sympatizují se společností PETROF. Cílem sdružení je propojit nadané umělce napříč hudebními žánry.
Mezi ně patří například český klavírista Ivo Kahánek, Lukáš Klánský , či skladatel Petr Malásek . Ze zahraničí se jedná o klavíristy světového formátu jako Yuval Salomon, z Izraele, Gamazda z Ruska, či Karim Kamav z Anglie.

"Jan přináší do PETROF Art Family „čerstvý vítr“ a je důkazem, že toto umělecké seskupení není žánrově omezené. Pohybuje se na hraně několika z nich a dokáže propojit zdánlivě neslučitelné. Jeho projekty, ať už v roli interpreta či skladatele, vynikají svou invencí a originalitou.", uvádí společnost PETROF.